# 珀烏萊尼-丘克鄉

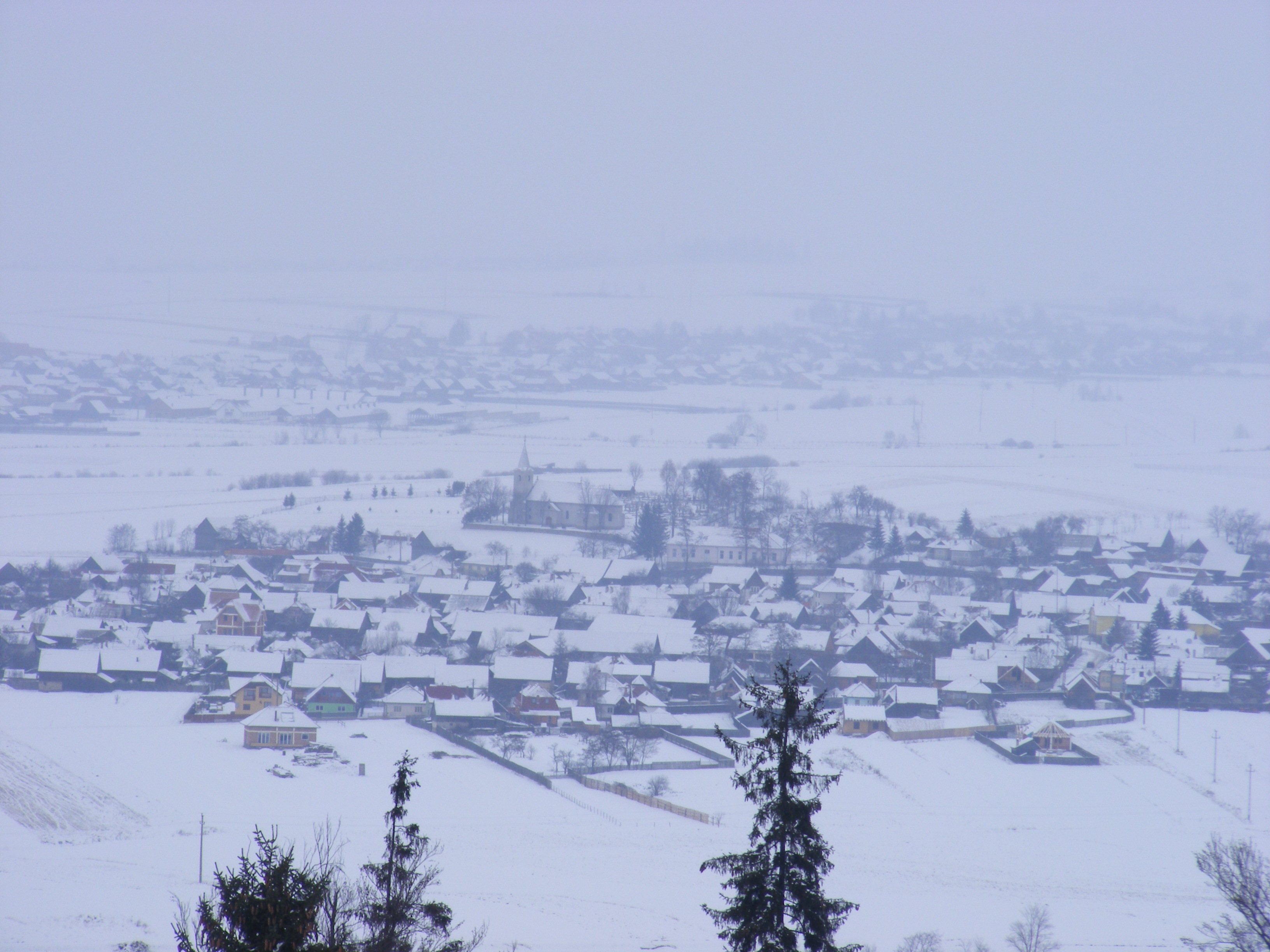

46°24′0″N 25°50′0″E / 46.40000°N 25.83333°E
珀烏萊尼-丘克鄉（羅馬尼亞語：Comuna Păuleni-Ciuc, Harghita），是羅馬尼亞的鄉份，位於該國中部，由哈爾吉塔縣負責管轄，面積50平方公里，海拔高度749米，2007年人口1,767，人口密度每平方公里36人。